# Anisodes sarawackaria
Anisodes sarawackaria là một loài bướm đêm trong họ Geometridae.